# Sympiesis chaliloides
Sympiesis chaliloides is een vliesvleugelig insect uit de familie Eulophidae. De wetenschappelijke naam is voor het eerst geldig gepubliceerd in 2007 door Yao, Yang & Li.